# Prinia rocki
Prinia rocki là một loài chim thuộc họ Chiền chiện. Prinia rocki và Prinia cooki trước đây được gộp chung với loài chiền chiện núi (P. polychroa).
Loài này có ở vùng cao nguyên Lâm Viên thuộc dãy Trường Sơn, một vùng nhỏ ở miền nam Việt Nam và miền đông Campuchia. Đây là loài đơn loài và không có phân loài nào được ghi nhận. Loài này được tách ra từ P. cooki và P. polychroa sau một nghiên cứu phát sinh loài được công bố năm 2019.